# Laennecia
Laennecia es un género de plantas con flores perteneciente a la familia  Asteraceae. Comprende 24 especies descritas y solo 11 aceptadas.

## Taxonomía
El género fue descrito por Alexandre Henri Gabriel de Cassini y publicado en Dictionnaire des Sciences Naturelles [Second edition] 25: 91–92. 1822. La especie tipo es: Laennecia gnaphalioides (Kunth) Cass. 

## Especies seleccionadas
A continuación se brinda un listado de las especies del género Laennecia aceptadas hasta junio de 2011, ordenadas alfabéticamente. Para cada una se indica el nombre binomial seguido del autor, abreviado según las convenciones y usos.
- Laennecia altoandina (Cabrera) G.L.Nesom
- Laennecia araneosa (Urb.) G.Sancho & Pruski
- Laennecia chihuahuana G.L.Nesom
- Laennecia confusa (Cronquist) G.L.Nesom
- Laennecia coulteri (A.Gray) G.L.Nesom
- Laennecia eriophylla (A.Gray) G.L.Nesom
- Laennecia microglossa (S.F.Blake) G.L.Nesom
- Laennecia pimana G.L.Nesom & Laferr.
- Laennecia schiedeana (Less.) G.L.Nesom
- Laennecia spellenbergii G.L.Nesom
- Laennecia turnerorum G.L.Nesom